# Европско првенство у атлетици у дворани 1975 — троскок за мушкарце
Такмичење у троскоку у мушкој конкуренцији на 6. Европском првенству у атлетици у дворани 1975. одржано је 8. марта 1975. године  године у Спортско-забавној дворани Сподек у Катовицама, (Пољска).
Титулу европског првака освојену на Европском првенству у дворани 1974. у Гетеборгу бранио је Михал Јоахимовски из Пољске.

## Земље учеснице
Учествовало је 11 атлетичара из 6 земаља.
1. Чехословачка (1)
2. Француска (2)
3. Пољска (3)
4. Совјетски Савез (3)
5. Румунија (1)
6. Западна Немачка (1)

## Рекорди
| Рекорди пре почетка Европског првенства у дворани 1975.     | Рекорди пре почетка Европског првенства у дворани 1975. | Рекорди пре почетка Европског првенства у дворани 1975. | Рекорди пре почетка Европског првенства у дворани 1975. | Рекорди пре почетка Европског првенства у дворани 1975. | Рекорди пре почетка Европског првенства у дворани 1975. |
| ----------------------------------------------------------- | ------------------------------------------------------- | ------------------------------------------------------- | ------------------------------------------------------- | ------------------------------------------------------- | ------------------------------------------------------- |
| Светски рекорд                                              | Михал Јоахимовски                                       | Пољска                                                  | 17,03                                                   | Гетеборг Шведска                                        | 10. март 1974.                                          |
| Европски рекорд у дворани                                   | Михал Јоахимовски                                       | Пољска                                                  | 17,03                                                   | Гетеборг Шведска                                        | 10. март 1974.                                          |
| Рекорди европских првенстава                                | Михал Јоахимовски                                       | Пољска                                                  | 17,03                                                   | Гетеборг Шведска                                        | 10. март 1974.                                          |
| Рекорди после завршеног Европског првенства у дворани 1975. |                                                         |                                                         |                                                         |                                                         |                                                         |
| Нових рекорда није било                                     |                                                         |                                                         |                                                         |                                                         |                                                         |

## Освајачи медаља
|                                |                          |                                 |
| Виктор Сањејев Совјетски Савез | Михал Јоахимовски Пољска | Ганадиј Бесонов Совјетски Савез |

## Резултати

### Финале
| Место | Атлетичар           | Земља           | #1    | #2    | #3    | #4    | #5    | #6    | Резултат | Белешка |
| ----- | ------------------- | --------------- | ----- | ----- | ----- | ----- | ----- | ----- | -------- | ------- |
|       | Виктор Сањејев      | Совјетски Савез | 16,60 | x     | x     | 16,59 | 16,79 | 17,01 | 17,01    |         |
|       | Михал Јоахимовски   | Пољска          | 16,38 | x     | 15,35 | 16,54 | 16,80 | 16,90 | 16,90    |         |
|       | Ганадиј Бесонов     | Совјетски Савез | 16.53 | 16,44 | x     | x     | 16,78 | 16,39 | 16,78    |         |
| 4.    | Карол Корбу         | Румунија        |       |       |       |       |       |       | 16,66    |         |
| 5.    | Валентин Шевченко   | Совјетски Савез |       |       |       |       |       |       | 16,60    |         |
| 6.    | Еугенијуш Бискупски | Пољска          |       |       |       |       |       |       | 16,56    |         |
| 7.    | Кристијан Велетидје | Француска       |       |       |       |       |       |       | 16,31    |         |
| 8.    | Волфганг Колмсе     | Западна Немачка |       |       |       |       |       |       | 16,14    |         |
| 9.    | Jan Vycichlo        | Чехословачка    |       |       |       |       |       |       | 15,74    |         |
| 10.   | Војћех Спихалски    | Пољска          |       |       |       |       |       |       | 15,69    |         |
| 11.   | Жан Виктор Сањејев  | Француска       |       |       |       |       |       |       | 15.58    |         |

## Укупни биланс медаља у троскоку за мушкарце после 6. Европског првенства у дворани 1970—1975.
|    | Земља           |   |   |   |    |
| -- | --------------- | - | - | - | -- |
| 1. | Совјетски Савез | 4 | 1 | 4 | 9  |
| 2. | Румунија        | 1 | 2 | 1 | 4  |
| 3. | Пољска          | 1 | 2 | 0 | 3  |
| 4. | Источна Немачка | 0 | 1 | 0 | 1  |
| 5. | Француска       | 0 | 0 | 1 | 1  |
|    | Укупно {5}      | 6 | 6 | 6 | 18 |

|    | Атлетичар         | Земља           |   |   |   |   |
| -- | ----------------- | --------------- | - | - | - | - |
| 1. | Виктор Сањејев    | Совјетски Савез | 4 | 0 | 0 | 4 |
| 2. | Карол Корбу       | Румунија        | 1 | 2 | 0 | 3 |
| 3. | Михал Јоахимовски | Пољска          | 1 | 2 | 0 | 3 |